# St.-Andreas-Kirche (Rostock)

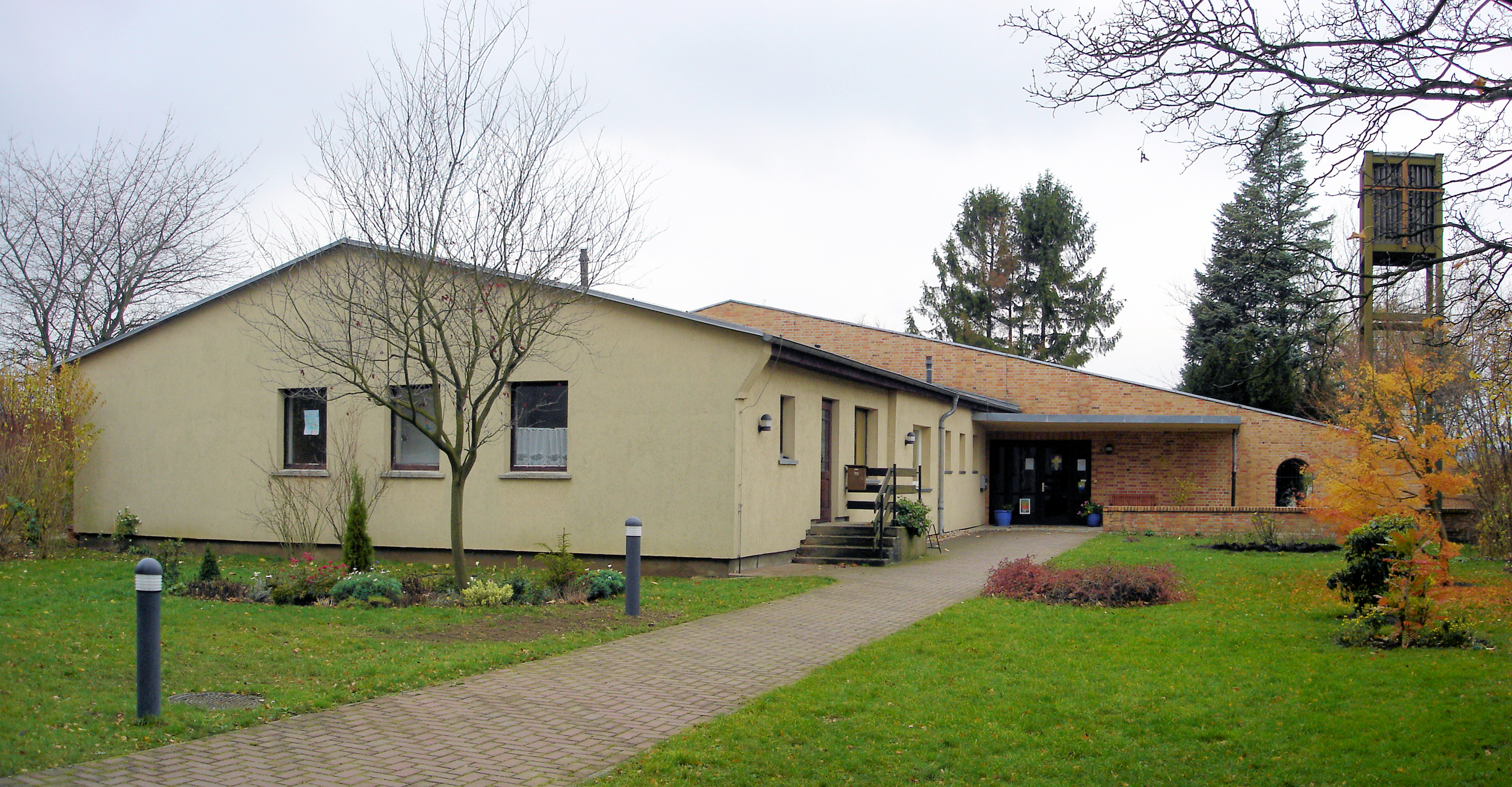
Andreaskirche Rostock

Die St.-Andreas-Kirche befand sich im Rostocker Ortsteil Reutershagen und war eine Kirche der Kirchgemeinde Luther–St. Andreas in der Propstei Rostock im Kirchenkreis Mecklenburg der Evangelisch-Lutherischen Kirche in Norddeutschland. Sie wurde als moderner Zweckbau 1975 an der Stelle eines notdürftigen Vorgängerbaus der Nachkriegszeit errichtet. Zur Gemeinde gehört nach der Fusion zweier Gemeinden ebenfalls das Martin-Luther-Haus.
Sie wurde im Jahr 2018 abgerissen, um Platz für die Evangelische integrative Kindertagesstätte „St. Andreas“ zu machen, die im August 2019 an dieser Stelle eröffnet wurde.

## Geschichte
Durch die schnelle Entwicklung der Rüstungsindustrie, vor allem durch die Ernst Heinkel Flugzeugwerke und das damit einhergehende Anwachsen der Bevölkerung erfolgte in den 1930er Jahren der erste Abschnitt der Besiedelung im heutigen Ortsteil Reutershagen. Die Siedlung Reutershagen, das Komponistenviertel und das Ostmarkviertel (später auch Wiener Viertel genannt) wurden bis 1937 gebaut. Die Kirchenmitglieder gehörten zur Heiligen-Geist-Gemeinde. Gottesdienste fanden in der Heiligen-Geist-Kirche am Margaretenplatz statt. Andere Veranstaltungen wurden in den Gemeinderäumen der Heiligen-Geist-Kirche oder auch in einem Gemeindehaus in der Hundertmännerstraße durchgeführt.
Als die Anzahl der Christen in diesem Stadtteil weiter anwuchs, wurde ein VI. Pfarrbezirk mit einem eigenen Pastor in der Heiligen-Geist-Gemeinde eingerichtet. Bis zum Zweiten Weltkrieg hatte dieser Pfarrbezirk keine eigenen Räume. Es wurde ein Raum im Haus Bräsigplatz 2 gemietet, in dem Gottesdienste, Christenlehre und Konfirmandenunterricht stattfanden.
Nach dem Krieg fanden Gottesdienste und andere Veranstaltungen am Wiener Platz 2, später in der Nr. 5 statt. Der VI. Pfarrbezirk der Heiligen-Geist-Gemeinde wurde eine eigenständige Kirchgemeinde Rostock Nordwest. Am Schwanenteich pachtete die Kirchgemeinde 1946 etwa 5.000 Quadratmeter Bauland von der Stadt, etwa an der Stelle, an der heute die Kunsthalle steht. Die Pachtddauer war staatlicherseits für zehn Jahre vorgegeben. Der Grundstein für einen Barackenbau wurde im November 1946 gelegt.
1947 wurde die Kirchgemeinde Rostock Nordwest in Luther-Gemeinde umbenannt. Zur Luther-Gemeinde gehörten Reutershagen, Komponistenviertel, Ostmarkviertel, Barnstorf, Bramow, Schutow und Marienehe. Die Barackenkirche wurde am 12. Oktober 1947 eingeweiht und erhielt den Namen Luther-Kirche. Der Glockenturm wurde 1950 errichtet.

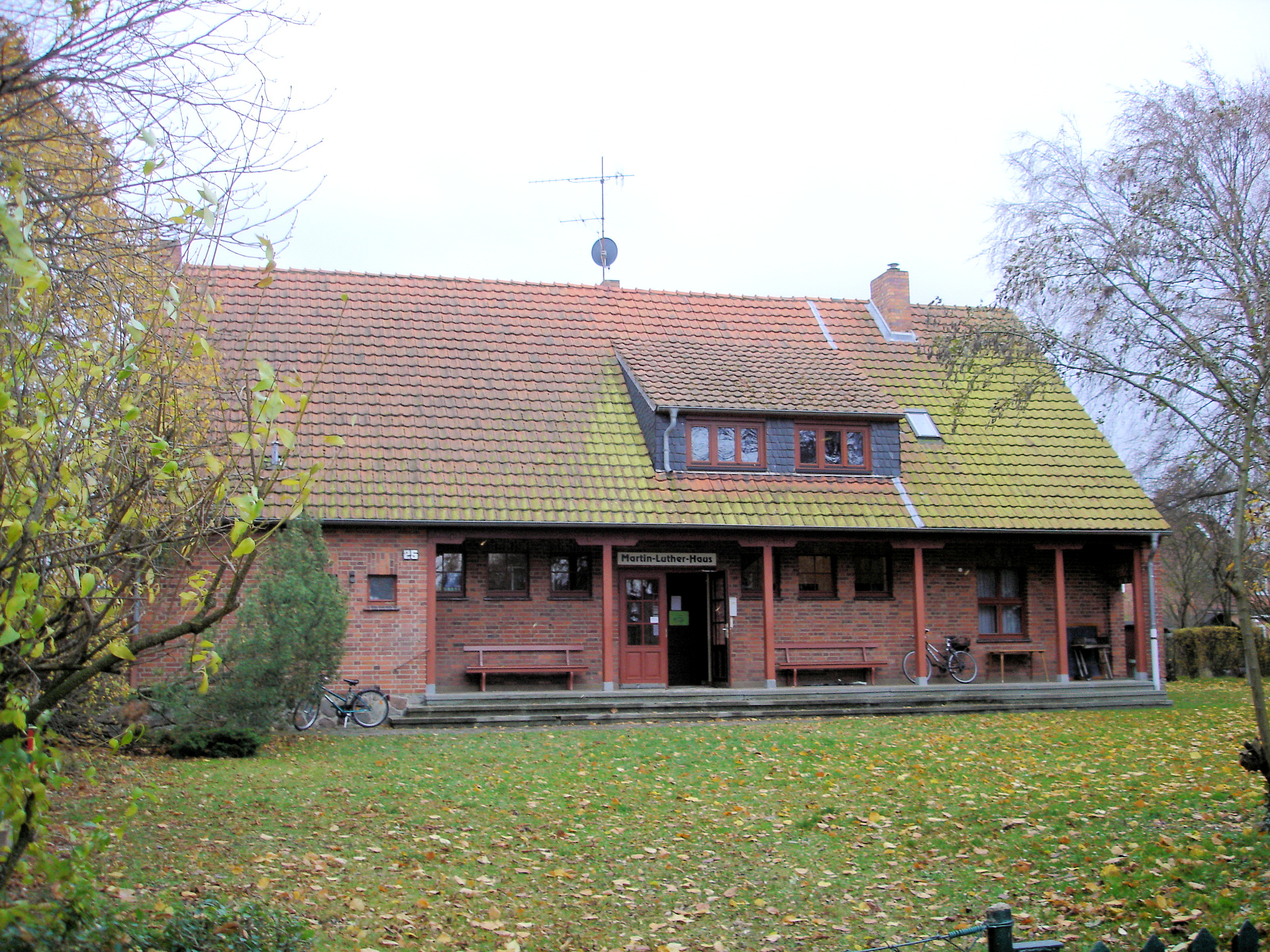
Martin-Luther-Haus

1954 musste die Luther-Gemeinde in zwei Gemeinden geteilt werden, da mit dem Bau der Wohnhäuser südlich der Hamburger Straße (Reutershagen I) die Einwohnerzahl des Stadtteils stark gestiegen war. Die neue Gemeinde erhielt den Namen St.-Andreas-Gemeinde und nutzte die Räume der Luther-Kirche mit. Gast in der Luther-Kirche war ebenfalls die katholische St.-Josef-Gemeinde. Am 27. Mai 1956 konnte die Luthergemeinde ihr Gemeindehaus in der Robert-Schumann-Str. 25 einweihen. Es erhielt den Namen Martin-Luther-Haus. Ein auf dem gleichen Grundstück geplanter Kirchenneubau wurde nicht verwirklicht.
Nach dem Ablauf der zehnjährigen Pacht für das Grundstück, auf dem die Kirche stand, kam es zwischen der Stadt und der Kirchgemeinde 1958 zum Streit um die Verlängerung des Vertrages. Vermutlich aus politischen Gründen wurde nach langen Verhandlungen zwischen Landessuperintendent, dem leitenden Geistlichen der evangelisch-lutherischen Kirchgemeinden Rostocks, und Vertretern des Rates der Stadt durch die Stadt eine Räumung des Geländes verfügt und der Gemeinde ein Ultimatum für den Abbruch gestellt. Die Kirchenbaracke sollte in den Krischanweg an nicht solch exponierter Lage verlegt werden. Großen Unmut bei der Kirchgemeinde verursachte eine Amtliche Bekanntmachung vom Juni 1958 in der Presse, in der es hieß, dass „in beiderseitigem guten Einvernehmen“ die Verlegung „im Interesse der gesamten Bevölkerung der Stadt“ erfolgen wird. Der Landessuperintendent des Kirchenkreises Rostock widersprach und protestierte energisch, aber vergeblich. Am 16. Juni 1958 wurde die Kirche abgerissen und im Krischanweg wieder errichtet und am 20. Dezember 1958 geweiht. Die St.-Andreas-Kirche wurde von beiden Kirchgemeinden und bis 1963 auch von der katholischen Gemeinde genutzt. 1962 wurde ein Doppelhaus mit Wohnungen für kirchliche Mitarbeiter gebaut und bezogen.
Der Behelfsbau der Andreaskirche war bis 1975 so baufällig geworden, dass er Ende des Jahres abgerissen werden musste. Der Neubau wurde möglich mit dem Sonderbauprogramm des Bundes der Evangelischen Kirchen in der DDR, in dem die Bauarbeiten in Valuta (DM) bezahlt werden mussten. Am 8. Mai 1977 wurde das Gemeindezentrum mit dem alten Namen St.-Andreas-Kirche eingeweiht. Neben einem Kirchsaal fanden eine Mitarbeiterwohnung, Gemeinschafts-, Unterrichts-, Küchen- und Büroräume Platz. Der stählerne Glockenturm wurde 1981 gebaut.
Bedingt durch die stark gesunkene Zahl der Christen in der Gemeinde wurden beide Reutershäger Gemeinden 1997 zusammengelegt, Luther-Gemeinde und  St.-Andreas-Gemeinde vereinigten sich zur Luther-St.-Andreas-Gemeinde.